# Coreea de Nord la Jocurile Olimpice
Coreea de Nord a participat la Jocurile Olimpice sub numele Republica Populară Democrată Coreeană pentru prima dată la Jocurile Olimpice de iarnă din 1964 de la Innsbruck. Începând cu München 1972 a participat la toate edițiile de vară, cu excepția celor din 1984 de la Los Angeles și celor din 1988 de la Seul, pe care le-a boicotat. A participat la Jocurile de iarnă din când în când.

## Medalii după ediție

### Medalii la Jocurile de vară
| Ediție              | Sportivi         | Aur             | Argint          | Bronz           | Total           | Loc             |
| München 1972        | 37               | 1               | 1               | 3               | 5               | 22              |
| Montreal 1976       | 38               | 1               | 1               | 0               | 2               | 21              |
| Moscova 1980        | 47               | 0               | 3               | 2               | 5               | 26              |
| Los Angeles 1984    | nu a participat  | nu a participat | nu a participat | nu a participat | nu a participat | nu a participat |
| Seul 1988           | nu a participat  | nu a participat | nu a participat | nu a participat | nu a participat | nu a participat |
| Barcelona 1992      | 64               | 4               | 0               | 5               | 9               | 16              |
| Atlanta 1996        | 24               | 2               | 1               | 2               | 5               | 33              |
| Sydney 2000         | 31               | 0               | 1               | 3               | 4               | 60              |
| Atena 2004          | 36               | 0               | 4               | 1               | 5               | 57              |
| Beijing 2008        | 58               | 2               | 1               | 3               | 6               | 34              |
| Londra 2012         | 52               | 4               | 0               | 2               | 6               | 20              |
| Rio de Janeiro 2016 | 31               | 2               | 3               | 2               | 7               | 34              |
| Tokyo 2020          | eveniment viitor |                 |                 |                 |                 |                 |
| Total               | Total            | 16              | 15              | 23              | 54              |                 |

### Medalii la Jocurile Olimpice de iarnă
| Ediție              | Sportivi        | Aur             | Argint          | Bronz           | Total           | Loc             |
| Innsbruck 1964      | 13              | 0               | 1               | 0               | 1               | 13              |
| Grenoble 1968       | nu a participat | nu a participat | nu a participat | nu a participat | nu a participat | nu a participat |
| Sapporo 1972        | 6               | 0               | 0               | 0               | 0               | –               |
| Innsbruck 1976      | nu a participat | nu a participat | nu a participat | nu a participat | nu a participat | nu a participat |
| Lake Placid 1980    | nu a participat | nu a participat | nu a participat | nu a participat | nu a participat | nu a participat |
| Sarajevo 1984       | 6               | 0               | 0               | 0               | 0               | –               |
| Calgary 1988        | 6               | 0               | 0               | 0               | 0               | –               |
| Albertville 1992    | 20              | 0               | 0               | 1               | 1               | 19              |
| Lillehammer 1994    | nu a participat | nu a participat | nu a participat | nu a participat | nu a participat | nu a participat |
| Nagano 1998         | 8               | 0               | 0               | 0               | 0               | –               |
| Salt Lake City 2002 | nu a participat | nu a participat | nu a participat | nu a participat | nu a participat | nu a participat |
| Torino 2006         | 6               | 0               | 0               | 0               | 0               | –               |
| Vancouver 2010      | 6               | 0               | 0               | 0               | 0               | –               |
| Soci 2014           | nu a participat | nu a participat | nu a participat | nu a participat | nu a participat | nu a participat |
| Pyeongchang 2018    |                 |                 |                 |                 |                 |                 |
| Total               | Total           | 0               | 1               | 1               | 2               |                 |

## Medalii după sport

### Vară
| Sport         | Aur | Argint | Bronz | Total |
| Haltere       | 7   | 5      | 5     | 17    |
| Lupte         | 3   | 2      | 5     | 10    |
| Box           | 2   | 3      | 3     | 8     |
| Judo          | 2   | 2      | 4     | 8     |
| Gimnastică    | 3   | 0      | 0     | 3     |
| Tir           | 1   | 0      | 2     | 3     |
| Tenis de masă | 0   | 1      | 3     | 4     |
| Volei         | 0   | 0      | 1     | 1     |
| Total         | 16  | 15     | 23    | 54    |

### Iarnă
| Sport                          | Aur | Argint | Bronz | Total |
| Patinaj viteză                 | 0   | 1      | 0     | 1     |
| Patinaj viteză pe pistă scurtă | 0   | 0      | 1     | 1     |
| Total                          | 0   | 1      | 1     | 2     |

## Sportivii cei mai medaliați
| Sportiv     | Sport | Ediții                 | Aur | Argint | Bronz | Total |
| Kim Il      | Lupte | 1992, 1996             | 2   | 0      | 0     | 2     |
| Kye Sun-hui | Judo  | 2004, 1996, 2000, 2004 | 1   | 1      | 1     | 3     |
| An Kum-ae   | Judo  | 2008, 2012             | 1   | 1      | 0     | 2     |